# Keisuke Iwashita
Keisuke Iwashita (jap. 岩下 敬輔 Iwashita Keisuke; ur. 24 września 1986) – japoński piłkarz występujący na pozycji obrońcy. Obecnie występuje w Avispa Fukuoka.

## Kariera klubowa
Od 2005 roku występował w klubach Shimizu S-Pulse, Gamba Osaka i Avispa Fukuoka.